# Goreng goreng
Goreng goreng-folket är en australisk aboriginsk språkgrupp i Queensland, Australien. Goreng goreng-området ligger mellan Baffle Creek och norrut till Agnes Water och sträcker sig västerut till Kroombit Tops. 